# Taigan
Taigan (in kirghiso тайган?, taygan), e noto anche come kyrgyz taighany (in russo киргизская борзая?, kirgizskaja borzaja), è una razza di levrieri di montagna del Kirghizistan. Il taigan si trova nella regione alpina del Tian Shan del Kirghizistan al confine con la Cina, è strettamente imparentato con il tazy e con il levriero afgano.

## Caratteristiche
Come levriero, il taigan usa prevalentemente la vista e la velocità per superare la sua preda, è noto per la sua straordinaria resistenza in quota; la razza si distingue per la sua versatilità durante la caccia, può seguire tracce di odori ed è nota per il recupero di selvaggina, sono spesso usati per cacciare in combinazione con rapaci addestrati, in particolare l'aquila reale. Il cane taigan viene utilizzato per cacciare una vasta gamma di prede, tra cui marmotte, lepri, volpi, tasso, il gatto selvatico, prede ungulate come stambecchi e caprioli, così come il lupo.
Il taigan ha pelo di media lunghezza e leggermente ricci, ha una vasta gamma di colori che vanno dal bianco e sfumature di fulvo fino ai grigi e agli esemplari neri. Dopo lo scioglimento dell'Unione Sovietica il numero di taigan è diminuito in modo significativo, ma il Russian Kennel Club ha compiuto sforzi concertati per garantire la sopravvivenza della razza, riconoscendolo insieme al tazy e cercando di trovare un buon allevamento di entrambe le razze.